# Jill Pettis
Marjorie Jill Pettis (ur. 22 września 1952) – nowozelandzka polityk, w latach 1993–2008 deputowana do Izby Reprezentantów, w latach 1999–2002 zastępczyni spikera tejże izby.

## Życiorys
Ma pochodzenie maoryskie. Pracowała jako pielęgniarka, działała również w sektorze finansowym oraz edukacyjnym. W 1968 wstąpiła do Partii Pracy. W 1993, 1996, 1999 i 2002 roku wybierana do Izby Reprezentantów z okręgu Wanganui, w latach 1999–2002 pełniła urząd zastępczyni spikera tejże izby. W latach 2002–2004 była młodszym, a do 2005 roku starszym whipem deputowanych swojej partii. Jednocześnie w latach 2003–2004 była wiceprzewodniczącą parlamentarnej Komisji Edukacji i Nauki. W 2005 bez powodzenia kandydowała do Izby Reprezentantów z okręgu jednomandatowego, lecz uzyskała mandat z listy krajowej. Nie ubiegała się o reelekcję w wyborach w 2008 roku.